# Мигалівка
Мига́лівка — пасажирський залізничний зупинний пункт Київської дирекції Південно-Західної залізниці на електрифікованій змінним струмом лінії Чернігів — Ніжин.
Розташований на сході міста Ніжин (місцевість Мигалівка) Ніжинської міської ради Чернігівської області між станціями Липів Ріг (6,5 км) та Ніжин (3,5 км).